# Óros Skóllis
Óros Skóllis är ett berg i Grekland.   Det ligger i prefekturen Nomós Ileías och regionen Västra Grekland, i den centrala delen av landet, 190 km väster om huvudstaden Aten. Toppen på Óros Skóllis är 983 meter över havet, eller 727 meter över den omgivande terrängen. Bredden vid basen är 17,2 km.
Terrängen runt Óros Skóllis är huvudsakligen kuperad, men åt sydost är den platt. Runt Óros Skóllis är det glesbefolkat, med 17 invånare per kvadratkilometer. Närmaste större samhälle är Várda, 19,7 km väster om Óros Skóllis. 